# 1821 en Grèce ottomane
Chronologie de la Grèce
- 1817
- 1818
- 1819
- 1820
- 1821
- 1822
- 1823
- 1824
- 1825

Cette page concerne les évènements survenus en 1821 en Grèce ottomane  :

## Événement
- mars : Siège de Patras
- 23 mars : Libération de Kalamata
- 25 mars (calendrier julien) ou le 6 avril : Germanós de Pátras, métropolite de Patras met en fuite une soixantaine de cavaliers ottomans venus l'arrêter, grâce aux 1 500 paysans grecs présents qui auraient poussé le cri de guerre des Maccabées : « La Victoire de Dieu ». Puis, il célébra un « Te Deum » pour les 5 000 paysans qui s'étaient peu à peu rassemblés. Il donne ainsi le signal de l'insurrection de la guerre d'indépendance grecque (1821-1829). Ce jour devient celui de la Fête nationale de la Grèce.
- 25 avril : Début du siège de l'Acropole
- mai à octobre : Siège de Tripolizza
- 5 mai : Bataille d'Alamána
- 8 mai : Bataille du khan de Gravia
- 12 mai : Bataille de Valtetsi
- 18 mai : Bataille de Dolianá
- 9-13 juin : Bataille de Lalas (en)
- 10 août : Bataille de Grána (el)
- 19 août : Massacre de Navarin (en)
- 7 septembre : Bataille de Vassilika
- 20 décembre : Première Assemblée nationale d’Épidaure

## Création
- Aréopage de la Grèce continentale orientale régime provisoire qui a existé en Grèce centrale orientale pendant la guerre d'indépendance grecque.
- Monument Maitland
- Sénat de Messénie
- Sénat du Péloponnèse
- Sénat de la Grèce continentale occidentale
- Système militaro-politique de Samos (en)

## Naissance
- Éléni Boúkoura-Altamoúra, peintre.
- Konstantínos Dagrés (el), personnalité politique.
- Margaríta Miniáti, écrivaine.
- María Pentagiótissa (el), beauté grecque légendaire.
- Frederick Temple (archevêque)

## Décès
- Stamatios Kapsas (el), militaire.
- Giovanni Battista Lusieri, peintre italien.
- Nikolaos Magganas (el), combattant de la révolution.
- Emmanouíl Pappás, général.
- Anagnóstis Striftómbolas (el), chef révolutionnaire.